# Peraceras
Peraceras — вимерлий рід носорогів, ендемік Північної Америки. Він жив у міоцені, жив від 16.0 до 10.3 млн років тому.

## Види
- Peraceras hessei Prothero & Manning 1987
- Peraceras profectum Matthew 1899
- Peraceras superciliosus Cope 1880